# Вротнув
Вротнув (пол. Wrotnów) — село в Польщі, у гміні Медзна Венґровського повіту Мазовецького воєводства.
Населення — 433 особи (2011).
У 1975-1998 роках село належало до Седлецького воєводства.

## Демографія
Демографічна структура станом на 31 березня 2011 року:
|          | Загалом | Допрацездатний вік | Працездатний вік | Постпрацездатний вік |
| -------- | ------- | ------------------ | ---------------- | -------------------- |
| Чоловіки | 220     | 47                 | 151              | 22                   |
| Жінки    | 213     | 39                 | 127              | 47                   |
| Разом    | 433     | 86                 | 278              | 69                   |